# Роксбъри (Масачузетс)
Роксбъри (на английски: Roxbury) е квартал на град Бостън в Масачузетс, Съединени американски щати. Основан през 1630, до 1868 Роксбъри е отделен град, който включва и днешните квартали Джамайка Плейн, Уест Роксбъри, Мишън Хил и голяма част от Бек Бей.
В Роксбъри е родена мисионерката Елън Мария Стоун (1846-1927).